# رفاه ازدست‌رفته

رفاه ازدست‌رفته (به انگلیسی: Deadweight Loss) در علم اقتصاد به از دست دادن بهره‌وری اقتصادی اطلاق می‌شود، که اغلب حاصل عواملی چون انحصار، اثرات جانبی یا حداقل دستمزد است. رفاه ازدست‌رفته عبارت است از میزان کاهش رفاه اجتماعی در هر حالت، نسبت به حالت حداکثریِ رفاه که در شرایط رقابت کامل حاصل می‌شود.
بهره‌وری اقتصادی برای اشاره به استفاده از منابع به گونه‌ای که تولید کالا و خدمات بیشینه شود به کار می‌رود. یک سیستم اقتصادی از دیگر سیستم‌های اقتصادی مؤثرتر است (بهره‌وری بیشتری دارد) اگر بتواند کالا و خدمات بیشتری بدون استفاده از منابع بیشتر، تولید کند.
به‌طور دقیق، شرایطی می‌تواند از لحاظ اقتصادی مؤثرتر خوانده شود که:
- هیچ‌کس بدون بدتر شدن شرایط دیگری شرایطش بهتر نشود.
- هیچ خروجی اضافه‌ای بدون افزایش میزان ورودی‌ها به دست نیاید.
- تولیدات با پایین‌ترین هزینه در هر واحد به دست آیند.

## مثال

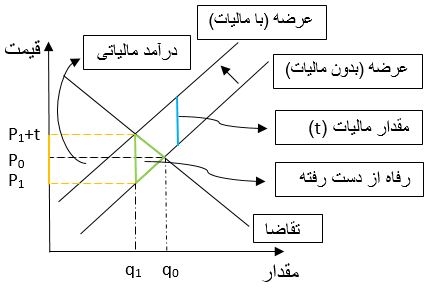
تاثیر مالیات بر مقدار تولید در بازار و قیمت فروش، مقدار رفاه از دست رفته و درآمد مالیاتی حاصل از وضع مالیات t

برای درک بهتر رفاه از دست رفته یک مثال آورده شده‌است. در این مثال رفاه از دست رفته نتیجه وضع مالیات بر فروش است. همان‌طور که توضیح داده شد رفاه از دست رفته حاصل انحراف بازار از رقابت کامل خود است. این انحراف می‌تواند حاصل دخالت دولت در بازار باشد مانند وضع مالیات، تعیین سهمیه، دادن یارانه و…، یا می‌تواند نتیجه اثرات جانبی باشد
قبل از وضع مالیات مقدار تولید و قیمت در بازار به مقدار q0 و P0 است. اما با وضع مالیات t بر فروش، تولیدکننده مالیات را نیز بر قیمت خود می‌افزاید و سعی دارد آن را از خریدار بگیرد. با این اقدام قیمتی که مصرف‌کننده دریافت می‌کند با قیمتی که تولیدکننده دریافت می‌کند، متفاوت هستند. در این حالت مقدار q1 تولید و به قیمت t +P1 فروخته می‌شود. همان‌طور که از شکل مشاهده می‌شود با وضع مالیات انحرافی از بازار رقابت کامل مشاهده می‌شود. این انحراف باعث می‌شود که مازاد مصرف‌کننده همچنین سود مصرف‌کننده کاهش یابد. این مقدار کاهش، نتیجه دخالت دولت و انحراف از بازار رقابت کامل است. از کل کاهش سود و مازاد مصرف‌کننده قسمتی از آن درآمد مالیاتی دولت می‌شود. اما مقدار باقی‌مانده که از رفاه کل جامعه کاسته شده و از دست رفته‌است، رفاه از دست رفته می‌باشد.

## مثلث هاربرگر

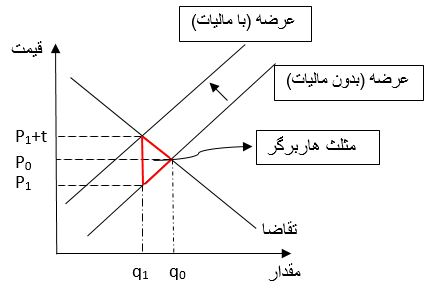
رفاه از دست رفته و مثلث هاربرگر (مثلث قرمز) متناظر با آن در اثر وضع مالیات بر فروش

مثلث هاربرگر به اقتصاددانی به همین نام یعنی آرنولد هاربرگر (به انگلیسی: Arnold Harberger) نسبت داده می‌شود. قبل از این اقتصاددان مسائل مربوط به رفاه از دست رفته به خوبی گسترش یافته بود اما نحوه محاسبه مقدار آن به راحتی قابل اندازه‌گیری نبود و دید مناسبی در مورد آن‌ها وجود نداشت. کارهای این اقتصاددان در این زمینه مقدار رفاه از دست رفته را قابل محاسبه کرده و باعث شده که بتوان برآورد بهتر و راحت تری از آن‌ها داشت و در تحلیل‌های خود لحاظ کرد؛ که به همین دلیل هم این مثلث را به احترام او نام‌گذاری کردند.
این مثلث مقدار رفاهی که در اثر دخالت دولت در بازار، از دست می‌رود را محاسبه می‌کند. به زبانی دیگر، در اثر اعمال مالیات، یارانه، سهمیه بندی، تشکیل انحصار، و … که باعث اختلال در بازار می‌شود، رفاه از دست رفته‌ای را داریم که با محاسبهٔ مثلث هاربرگر این مقدار محاسبه می‌شود.
همچنین نه تنها در اثر مداخله دولت در بازارهای کامل بلکه رفاه از دست رفته‌ای که نتیجه عدم دخالت دولت در بازارهایی که دارای اثرات جانبی بوده و در نتیجه ناکارآمد است، را نیز شامل می‌شود.

## تفاوت رفاه از دست رفته در حالت مارشالی و هیکسی
در محاسبهٔ رفاه از دست رفته باید به این مورد توجه کرد که ما از کدام تابع تقاضا استفاده می‌کنیم. در تابع تقاضای مارشالی از مفهوم مازاد مصرف‌کننده استفاده می‌شود. در این روش برای بیان و محاسبه رفاه از دست رفته، از تابع تقاضا استفاده می‌شود. به عنوان مثال در حالتی که تابع عرضه کل کاملاً بدون کشش باشد، رفاه از دست رفته صفر است. اما در روش هیکسی تحلیل رفاه از دست رفته از طریق منحنی‌های بی‌تفاوتی انجام می‌شود. نتیجه جالبی که حاصل می‌شود این است که در منحنی‌های تقاضای مارشالی که کاملاً بدون کشش هستند، رفاه از دست رفته برابر اثر جانشینی است، که این اثر جانشینی خود حاصل دخالت دولت در بازار کامل و تغییر قیمت نسبی در آن است.
در ادبیات امروز اقتصاد تغییرات معادل (EV) بیشترین کاربرد را در محاسبهٔ رفاه از دست رفته دارد. این نحوه محاسبه بیان می‌کند که برای مثال یک نفر حاضر است چه مقدار انتقال پول انجام دهد برای اینکه مالیات وضع نشود. در حالت اختلاف بین تغییرات معادل و درآمد حاصل از مالیات مقدار رفاه از دست رفته را مشخص می‌کند. اما از طرف دیگر می‌توان از تغییرات جبرانی (CV) استفاده کرد. در این شیوه حداقل مقدار پولی است که فرد حاضر است دریافت کند تا بین انتقال پول با وضع مالیات یا بدون انتقال پول و عدم وضع مالیات (وضعیت اولیه) بی‌تفاوت باشد. در این حالت رفاه از دست رفته حداقل انتقالی است که ذکر شد.